# Trigonostemon diffusus
Trigonostemon diffusus är en törelväxtart som beskrevs av Elmer Drew Merrill. Trigonostemon diffusus ingår i släktet Trigonostemon och familjen törelväxter. Inga underarter finns listade i Catalogue of Life.